# 體操A級醜聞
《體操A級醜聞》（英語：Athlete A）是Netflix推出的體育紀錄片，由邦妮·科恩（Bonni Cohen）及瓊·申克（Jon Shenk）執導，描述印第安納波利斯星報的一組調查報導記者，揭發前美國體操協會隊醫拉里·纳萨尔性侵數名年輕女子競技體操選手（美國體操性虐待醜聞），和之後一連串對協會及行政總裁史蒂夫·潘尼的指控。全片2020年6月24日於Netflix上線。

## 發行
《體操A級醜聞》原定2020年4月17日於翠貝卡電影節首映，但電影節受到2019冠狀病毒病疫情影響停辦。全片改在2020年6月24日於Netflix首映。

## 迴響

### 評價
在匯總媒體網站爛番茄上，《體操A級醜聞》以56條評論獲得100%評分，平均分8.30（滿分為10）。評論者一致認為：「令人痛心但絕對不能錯過，《體操A級醜聞》揭露了恐怖的虐待行為，和任其多年滋長的文化。」在Metacritic上，本片加權平均分為85（滿分為100），12位評論者給出「普遍讚譽」的指標。

### 榮譽
| 獎項               | 典禮日期       | 類別                 | 得獎人                                        | 結果 | 來源        |
| ------------------ | -------------- | -------------------- | --------------------------------------------- | ---- | ----------- |
| 評論家選擇紀錄片獎 | 2020年11月16日 | 最佳體育紀錄片       | 體操A級醜聞                                   | 獲獎 | [ 7 ] [ 8 ] |
| 評論家選擇紀錄片獎 | 2020年11月16日 | 最佳紀錄片           | 體操A級醜聞                                   | 提名 | [ 7 ] [ 8 ] |
| 評論家選擇紀錄片獎 | 2020年11月16日 | 最佳導演             | 邦妮·科恩（Bonni Cohen） 瓊·申克（Jon Shenk） | 提名 | [ 7 ] [ 8 ] |
| 評論家選擇紀錄片獎 | 2020年11月16日 | 最佳剪輯             | 唐·貝尼爾（Don Bernier）                      | 提名 | [ 7 ] [ 8 ] |
| 評論家選擇紀錄片獎 | 2020年11月16日 | 最佳主題紀錄片       | 瑪姬·妮柯絲 瑞秋·丹娜蘭德 潔米·唐茨舍爾       | 獲獎 | [ 7 ] [ 8 ] |
| 女性電影記者聯盟   | 2021年1月4日   | 最佳紀錄片           | 體操A級醜聞                                   | 提名 | [ 9 ]       |
| 聖地牙哥影評人協會 | 2021年1月11日  | 最佳紀錄片           | 體操A級醜聞                                   | 提名 | [ 10 ]      |
| 好萊塢傳媒音樂大獎 | 2021年1月27日  | 最佳紀錄片原創音樂獎 | 傑夫·比爾                                     | 提名 | [ 11 ]      |

## 外部連結
- 互联网电影数据库（IMDb）上《體操A級醜聞》的资料（英文）
- 豆瓣电影上《體操A級醜聞》的資料 （简体中文）